# Guerres d'indépendance italiennes
Les Guerres d'indépendance italiennes sont les conflits déterminants du processus d'unification de l'Italie entre 1848 et l'armistice de Cormons le 12 août 1866.

## Première guerre d'indépendance italienne
La première guerre d’indépendance italienne est le premier des nombreux conflits qui opposent le royaume de Sardaigne, qui par la suite deviendra le royaume d’Italie, à l'empire d'Autriche. Elle se décompose en trois phases : deux campagnes militaires (23 mars-9 août 1848, 20-24 mars 1849), séparées par une période de trêve qui dure quelques mois et se termine par la répression envers les républiques de Rome et de Florence, et la reconquête de Venise où s'était établie la république de Saint-Marc.

## Campagne d'Italie (1859)
La campagne d'Italie de 1859, aussi appelée guerre d'Italie de 1859, correspondant à la deuxième guerre d'indépendance italienne, voit s’affronter l’armée franco-piémontaise et celle de l’empire d'Autriche. Sa conclusion permet la réunion de la Lombardie au royaume de Sardaigne et pose la base de la constitution du royaume d’Italie.

## Troisième guerre d'indépendance italienne
La troisième guerre d'indépendance italienne (1866) est une étape dans le processus d'unification de l'Italie entrepris depuis 1848. Cette guerre, la dernière pour achever l'unification, vise à rattacher au royaume d'Italie proclamé en 1861 la Vénétie encore sous domination autrichienne ainsi que la région autour de Rome, encore placée sous la souveraineté du Pape. Leur absence ne satisfaisait en effet pas les libéraux italiens. Ils ne partageaient pas l'attachement du gouvernement italien à ne pas compliquer les relations avec les autres puissances européennes.